# Prueba testifical
La prueba testifical o prueba testimonial es, en derecho, un medio probatorio emanado de las declaraciones que hagan testigos ante una autoridad judicial, como parte de un proceso.
El testimonio de testigos ha venido perdiendo importancia, tanto por la facilidad con que ahora se puede procurar la prueba documental, como por la desconfianza en la veracidad del relato de las personas. Aun así, numerosos hechos no pueden ser probados más que por testigos.

## Requisitos
El testigo debe cumplir los siguientes requisitos:
- Debe tratarse de un tercero extraño al proceso mismo; como consecuencia de ello, no pueden ser testigos las partes del mismo, sean directas o indirectas.
- Debe dar razón de sus dichos, para que el tribunal pueda cerciorarse debidamente de que efectivamente el testigo tomó conocimiento de los hechos sobre los cuales declara, es indispensable que esté de razón de sus dichos, es decir, que señalen las circunstancias en que lo presenció o la forma en que llegaron a su conocimiento.

## Características
1. Es una prueba preconstituida, toda vez que el testigo normalmente ha tomado conocimiento de los hechos respecto de los cuales declara antes de que se inicie el proceso en el cual ello son controvertidos.
2. Es una prueba en la que prima el principio de la inmediación, ya que es el juez quien directamente debe recoger los dichos de éste.
3. Es un medio de prueba indirecto, ya que el Juez toma conocimiento de los hechos no por la percepción directa de los mismos, sino que precisamente por la exposición que de ellos efectúa el testigo;
4. Es una prueba formalista, toda vez que la ley la ha regulado en forma rigurosa debido a la desconfianza que existe de parte del legislador hacia la veracidad de los testimonios.
5. Puede ser sobre un contenido en Internet, siempre que este testimonio lo acredite un tercero ajeno al proceso.

## Clasificaciones
La clasificación se divide en 3. La primera clasificación es de acuerdo a la manera en que los hechos se hayan conocido, la segunda según la coincidencia de sus declaraciones y la tercera según la aptitud para declarar.

### Manera de hechos conocidos

#### Presenciales y de oídas

##### Testigos presenciales
- son los que han percibido los hechos sobre los cuales declaran en forma directa, por sus  sentidos. Los testigos presenciales que intervienen en el otorgamiento de algún documento reciben además el nombre de testigos instrumentales.

##### Testigos de oídas
- son aquellos que son sabedores de los hechos por los dichos de otra u otras personas que se los han relatado.

### Coincidencia de declaraciones

#### Contestes y singulares

##### Testigos contestes
- cuando existen varios testigos que declaran en la misma forma respecto de un mismo hecho.

##### Testigos singulares
- cuando sólo declara un testigo o cuando declarando varios respecto de un mismo hecho, sus declaraciones son diversas.

### Aptitud de declaración

#### Hábiles e inhábiles

##### Testigos hábiles
- son aquellos a los cuales no les afecta alguna causal de inhabilidad señalada en la ley

##### Testigos inhábiles
- son aquellos a quienes afecta alguna de dichas causales, o haga ineficaz su declaración